# Dockskåp

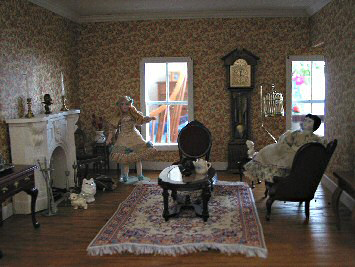
Dockskåp

Ett dockskåp, även kallat dockhus eller dockhem, är en modell av ett hus eller en lägenhet som används för att leka med dockor. Det kan likna en låda utan front och tak eller en byggnad som saknar framsida för att utrymmena ska vara åtkomliga. Rummen möbleras med miniatyrmöbler och små dockor i passande storlek. Leken i denna miljö möjliggör rollspel för små barn i vilka de lekfullt kan efterskapa sin egen bostads- och familjesituation, leka igenom självupplevda eller påhittade situationer.
Det finns även dockskåp som är möblerade i olika epokers ståndsmiljöer. De kan utgöra konstföremål för samlare snarare än leksaker för nutida barn. För barn kan de dock vara användbara för att lära sig historia.

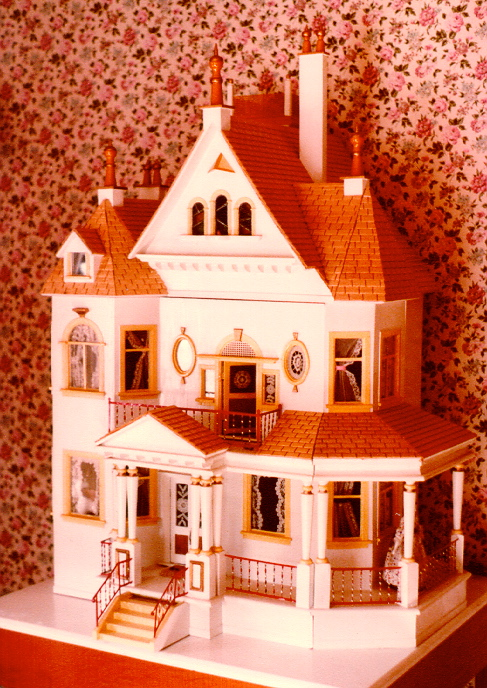
Hemmagjord amerikanskt dockskåp

Att inreda dockskåp, tittskåp och miniatyrmiljöer är en hobby för många vuxna. Den vanligaste skalan är 1:12. Man kan använda allt från billiga materialrester och skrot till exklusiva material. Många bygger en miljö som finns i verkligheten i liten skala. Det finns speciella butiker för material och miniatyrer. Det finns också mässor, utställningar och tidskrifter för dockskåp och miniatyrer.
Svenska företaget Lundby tillverkar än idag de mest sålda dockskåpen i världen. Märket Lundby ägs nu av det svenska företaget Micki Leksaker, som även det tidigare tillverkade dockskåp under eget namn.